# Peter Prijdekker
Peter Cornelis Prijdekker (Woerden, 22 juni 1948) is een voormalig zwemmer, die Nederland vertegenwoordigde op de Olympische Spelen van 1972 in München. Hier deed hij mee met de 200 meter vrije slag, en de 4x100 en 4x200 meter estafette.
Prijdekker groeide op in Zuid-Afrika, maar kwam terug naar Nederland. In 1998 deed hij mee aan de Gay Games in Amsterdam, waar hij zeven medailles behaalde.